# قلعه آسمان
قلعه آسمان (انگلیسی: Sky Castle; کره‌ای: SKY 캐슬; لاتین‌نویسی اصلاح‌شده: SKY Kaeseul) یک مجموعهٔ تلویزیونی کره جنوبی ۲۰۱۸–۲۰۱۹ با بازی یوم جونگ-آه، لی ته-ران، یون سه-آه، اوه نا-را و کیم سو-هیونگ است. این مجموعه از ۲۳ نوامبر ۲۰۱۸ تا ۱ فوریه ۲۰۱۹، جمعه و شنبه‌ها از جی‌تی‌بی‌سی روی آنتن رفت.
قلعه آسمان دومین درام با رتبه‌بندی بالا در تاریخ تلویزیون کابلی کره جنوبی است. این درام نقدهای مثبتی از منتقدان، از جمله چهار جایزه در پنجاه و پنجمین دوره جوایز هنری بکسانگ، دریافت کرد.